# Enrico Castellani
Pour les articles homonymes, voir Castellani.
 (avril 2011).
Si vous disposez d'ouvrages ou d'articles de référence ou si vous connaissez des sites web de qualité traitant du thème abordé ici, merci de compléter l'article en donnant les références utiles à sa vérifiabilité et en les liant à la section « Notes et références ».
Enrico Castellani, né le 4 août 1930 à Castelmassa et mort le 1er décembre 2017 à Viterbe, est un peintre italien qui a participé au groupe ZERO.
Enrico Castellani est considéré comme l'un des acteurs importants de l'avant-garde artistique en Italie dans la seconde moitié du XXe siècle. L'artiste américain Donald Judd l'a qualifié en 1966 de « l'un des pères du minimalisme », en référence à ses peintures monochromes, dans lesquelles il transforme la surface en un paysage de géométries hypnotiques.

## Biographie
Né dans la province de Rovigo, Enrico Castellani étudie l'art, la sculpture et l'architecture en Belgique jusqu'en 1956, année où il obtient son diplôme à l’École nationale supérieure des beaux-arts. L’année suivante il retourne en Italie et, en s’installant à Milan, devient un représentant actif de la nouvelle scène artistique.
Il collabore avec Piero Manzoni, avec qui il constitue une association artistique jugée très étrange pour les critiques de l’époque qui étaient intrigués par la contradiction entre leurs personnalités : Manzoni était volcanique, dissipé et gai, et Castellani, sérieux, distingué et réfléchi. Castellani se lie aussi avec Agostino Bonalumi et Lucio Fontana.
Après les premières expériences à caractère informel, inspirées par l’action painting américaine et surtout par Mark Tobey, en reconnaissant ce type d’art mûr pour un dépassement, il élabore avec la collaboration de la revue Azimuth, fondée par lui-même et Manzoni, un nouveau début qui propose une mise à zéro totale de l’expérience artistique précédente, fondé sur un nouveau pacte avec le progrès social.
Cette remise à zéro est réalisée par Manzoni, Castellani et Bonalumi par l’utilisation des toiles monochromes (souvent complètement blanches) extra-fléchies par les différentes techniques de sorte que cela produise des effets de lumières et ombres changeantes par rapport à l’inclinaison de la source de lumière. Il s’agissait d’une expérience absolument originale et considérée fondamentale dans l’histoire du XXe siècle, non seulement en ce qui concerne la scène italienne mais aussi et surtout dans l'internationale. En effet son écho a influencé et inspiré Donald Judd qui, dans un article du 1966, a défini Castellani père du minimalisme.
Si Piero Manzoni choisit pour ses matériels préférés le kaolin et le coton pour réaliser ses célèbres Achromes, Castellani et Agostino Bonalumi commencèrent un parcours d’étude et d’analyse très rigoureux sur les possibilités fournies par l’extra-flexion de la toile au moyen de l’utilisation de clous, de la cambrure et des silhouettes en bois et en métal insérées derrière la toile.
C’est en 1959 que Castellani réalise sa première surface en relief, en inaugurant une poétique qui sera son chiffre stylistique constant et rigoureux, et par ça, il définit ce que la critique a appelé « répétition différente », considérée par beaucoup comme une technique d’une extrême pureté où la répétition soigneusement choisie des pleins et des vides, donnée par les extra-flexions rythmiques de la toile, constitue un parcours toujours nouveau.
Depuis lors son chemin continue à se développer dans le milieu de l’extra-flexion, mais dans sa cohérente production on peut trouver plusieurs œuvres qui s’écartent nettement des surfaces en relief, en révélant beaucoup sur les thèmes les plus chers à Castellani comme le temps, le rythme et l’espace.
Même dans ces rares œuvres sur papier il a réussi à réaliser son style très personnel des extra-flexions rythmiques.
Entre 1959 et 1962, Lucio Fontana et Enrico Castellani collaborent à la Casa Pellegrini, projet de Nanda Vigo. Les idées du groupe ZERO sont mises en pratique : lumière blanche, décor blanc, utilisation du verre, de l'aluminium et des miroirs.
En 1967, il réalise Ambiente bianco pour l’exposition Lo spazio dell’immagine au palais Trinci, à Foligno. En 1968, à l’occasion de Il teatro delle mostre, à la galerie La Tartaruga à Rome, on présente Il muro del tempo. En 1969, Castellani réalise Spartito et en 1970 Obelisco. Depuis ses débuts jusqu’aujourd’hui, plusieurs expositions se succèdent dans des espaces publics et privés.
Castellani participe à la Biennale de Venise en 1964, en 1966 (avec une salle personnelle), en 1984 et en 2003.
En 1965, il participe à l’exposition collective The Resonsive Eye au musée MoMa à New York et à la VIIIe biennale de São Paulo au Brésil. En 1970, il prend part à l’exposition collective Vitalità del negativo nell’arte italiana, organisée par Achille Bonito Oliva au Palazzo delle Esposizioni à Rome. En 1981, il participe à Identité italienne. L’art en Italie depuis 1959, coordonnée par Germano Celant au Centre Pompidou à Paris et en 1983 il se trouve à Palazzo Reale à Milan pour l’exposition Arte programmata e cinetica 1953-63. En 1994, il est invité à l’exposition The italian metamorphosis au musée Solomon R. Guggenheim à New York.
Parmi les expositions les plus récentes, on peut rappeler les expositions personnelles à la Galleria Lia Rumma à Milan en 1999 et à la Galleria Fumagalli à Bergame en 1997 et en 2001. Cette même année, Castellani est invité aux expositions collectives Materia/Niente, organisée par Luca Massimo Barbero à la Fondazione Bevilacqua La Masa à Venise et à Belvedere italiano-Linee di tendenza nell’arte contemporanea 1945/2001, dirigée par Achille Bonito Oliva au Centre for Contemporary Art à Varsovie. Une importante exposition anthologique a été préparée par la Fondation Prada à Milan, avec la collaboration de Germano Celant, et à Kettle’s Yard à Cambridge en 2002, la  même année où il présente son travail aussi à la Galleria de Franca Mancini à Pesaro et à celle de Greta Meert à Bruxelles.
En 2004, il expose à Paris à la galerie Di Meo et en 2005, au musée des beaux-arts Pouchkine à Moscou, une exposition est préparée avec la collaboration de Bruno Corà. En 2006, il montre ses œuvres à la galerie Lia Rumma à Naples et à l’Auditorium à Rome. En 2009, beaucoup d’œuvres récentes avec un gros noyau de productions historiques sont proposées par Haunch of Venison à New York dans une exposition organisée par Adachiara Zevi, tandis que dans le siège de Londres de la même galerie les œuvres de Castellani sont exposées en relation avec celles de Dan Flavin, Donald Judd et Günther Uecker. Le 13 octobre 2010, il a reçu par le prince Hitachi, patron honoraire de la Japan Art Association, le Praemium Imperiale pour la peinture, la plus haute reconnaissance  artistique japonaise au niveau international.
En 2011, la galerie Tornabuoni Art à Paris lui consacre une rétrospective incluant une quarantaine d’œuvres créées entre 1958 et 2008.
Les œuvres de Castellani, dans le marché de l’art, sont recherchées et régulièrement échangées dans les ventes aux enchères, comme les Italian Sales de Londres. La vente d'octobre 2014 a vu partir une des pièces de l'artiste de 1967, Superficie Bianca, pour 3 778 500 livres sterling.

## Expositions

### Principales expositions de 1999 à 2013
- 1999
  - Galleria Lia Rumma, Milan.
  - Galleria Civica di Arte Contemporanea, Trente.
- 2001
  - Fondation Prada, Milan.
- 2002
  - Kettle's Yard, université de Cambridge, Cambridge (Royaume-Uni).
  - Galerie Meert Rihoux, Bruxelles (Belgique).
- 2004
  - Galerie Di Meo, Paris (France).
- 2005
  - Musée des beaux-arts Pouchkine, Moscou (Russie).
- 2006
  - Mùzeum Milano Dobesa, Bratislava (Slovaquie).
  - Galleria Lia Rumma, Naples.
  - Spazio Risonanze, Auditorium Parco della Musica, Rome.
- 2009
  - Haunch of Venison, New York (États-Unis).
- 2010
  - Seomi Gallery, Séoul (Corée du Sud).
- 2011
  - Tornabuoni Art, Paris (France).
- 2013
  - Musée d'art moderne de Saint-Étienne Métropole, Saint-Étienne (France).

## Musées
- Centre Georges-Pompidou, Paris (France)
- Musée de Grenoble
- Museo del 900, Milan
- Fondation Prada, Milan
- Galerie civique d'art moderne et contemporain de Turin
- GAM Galleria Comunale d'Arte Moderna di Bologna
- GNAM Galleria Nazionale d’Arte Moderna, Rome
- Musée Solomon R. Guggenheim, New York (États-Unis)
- Herning Kunstmuseum, Herning (Danemark)
- Hirshhorn Museum and Sculpture Garden, Washington (DC, États-Unis)
- Iwaki City Art Museum, Iwaki (Japon)
- Kaiser Wilhelm Museum, Krefeld (Allemagne)
- Loggetta Lombardesca, Pinacoteca Comunale di Ravenne
- MACRO Museo d’Arte Contemporanea, Rome
- Museum of Modern Art, New York
- MUSEION Museo d'arte moderna e contemporanea, Bolzano
- Museum Kunst Palast, Kulturzentrum Ehrenhof, Düsseldorf (Allemagne)
- Ohara Museum of Art, Kurashiki (Japon)
- Staatsgalerie, Stoccarda (Allemagne)
- Stadtiskes Museum, Leverkusen (Allemagne)
- Stedelijk Museum, Amsterdam (Pays-Bas)
- Université de Parme, Centro Studi e Archivio della Comunicazione, Parme
- Walker Art Center, Minneapolis (Minnesota, États-Unis)

## Honneur
L'astéroïde (210032) Enricocastellani est nommé en son honneur.